# Oktiabrskoje (obwód lipiecki)
Oktiabrskoje (ros. Октябрьское) – wieś (sieło) w Rosji, w obwodzie lipieckim, w rejonie usmańskim. W 2010 liczyła 1828 mieszkańców.